# The Note
The Note è il terzo album studio del gruppo hardcore punk statunitense Bane, pubblicato il 17 maggio 2005 da Equal Vision Records. È stato il primo album della band ad entrare in una classifica Billboard, piazzandosi al numero 25 della Top Heatseekers e al numero 25 della Top Independent Albums.

## Tracce
1. Woulda, Coulda, Shoulda – 2:49
2. Pot Committed – 3:28
3. One for the Boys – 2:07
4. Hoods Up – 2:01
5. End with an Ellipsis – 3:29
6. My Therapy – 2:24
7. Don't Go – 2:37
8. Wasted on the Young – 3:41
9. What Keeps Us Here – 1:42
10. Swan Song – 3:48

## Crediti[3]
- Aaron Bedard - voce
- Aaron Dalbec - chitarra
- Zach Jordan - chitarra
- Pete Chilton - basso, layout
- Bob Mahoney - batteria
- Brian McTernan - produttore, ingegnere del suono
- Mark Beemer - voce d'accompagnamento
- Oliver Chapoy - voce d'accompagnamento, ingegnere del suono
- Andrew Paley - voce d'accompagnamento
- Danny Porter - voce d'accompagnamento
- Mike Schleibaum - voce d'accompagnamento